# Orophus cribrosus
Orophus cribrosus är en insektsart som först beskrevs av Henri Saussure och Francois Jules Pictet de la Rive 1898.  Orophus cribrosus ingår i släktet Orophus och familjen vårtbitare. Inga underarter finns listade i Catalogue of Life.